# ウィリアム・アイザック・トマス
ウィリアム・アイザック・トマス（William Isaac Thomas、1863年8月13日 - 1947年12月5日）は、アメリカ合衆国の社会学者。トマスは、ポーランド出身の社会学者フロリアン・ズナニエツキとともに、移民の社会学に関する革新的な業績をあげた。また、社会学の基本原理のひとつを定式化し、これは後に「トマスの公理 (Thomas theorem)」と称されるようになった。その内容は「もし、人がある状況をリアル（現実）であると捉えたなら、それは結果においてリアルである。(If men define situations as real, they are real in their consequences.)」というものであった。

## 経歴
トマスは、1863年8月13日に、バージニア州ラッセル郡のエルク・ガーデン (Elk Garden) 地区の農場で、ペンシルベニア・ダッチの血統をひくメソジストの牧師であった父タデアス・ピーター・トマス (Thaddeus Peter Thomas) と母セイラ・プライス・トマス (Sarah Price Thomas) の間に生まれた。トマスの少年期に、父親は子どもたちにより良い教育機会を与えようと考え、一家はテネシー大学の本拠地であるテネシー州ノックスビルに移り住んだ。
1880年から、トマスはテネシー大学で西洋古典学を学び、1884年にはB.A.を得て、英語と現代語の非常勤教員 (Adjunct Professor) となった。ノックスビルでは、ギリシア語、ラテン語、フランス語、ドイツ語、自然史を教授していた。同時に彼は、民族学や、ハーバート・スペンサーの『社会学原理 (Principles of Sociology)』を読んでからは社会科学にも関心を寄せた。
1888年、トマスは、ハリエット・パーク (Harriet Park) と、最初の結婚をした。同年から翌1889年にかけて、古典語や現代語学を学ぶため、ドイツのフンボルト大学ベルリンとゲオルク・アウグスト大学ゲッティンゲンに留学した。ドイツ滞在中、ヴィルヘルム・ヴントらドイツの学者たちの影響を受け、民族学や社会学への関心をいよいよ高めた。
1889年に合衆国に帰国すると、トマスはオハイオ州オーバリンのオーバリン大学の教員となり、1895年まで英語と社会学の教授を務めた。
1894年、トマスはシカゴ大学に招かれ、社会学の授業を担当した。翌年には、シカゴ大学に移籍することとなり、教えるかたわら、新設された社会学部の大学院で、社会学と人類学を学び、1896年に論文「On a Difference in the Metabolism of the Sexes」でPh.D.を取得した。シカゴ大学の社会学部は、アメリカ合衆国における社会学の創設地とされている。その後、トマスは再びヨーロッパへ渡り、様々な民族、文化の問題についてフィールドワークに取り組み、ヨーロッパの諸国民の国民性についての比較研究の執筆に向けた準備をしようとしたが、この企ては完成することはなかった。
トマスは、続く25年間近くにわたってシカゴ大学で社会学と人類学を講じ、1895年にインストラクター (instructor)、1896年に助教授 (assistant professor)、1900年に准教授 (associate professor) となり、1910年に教授になった。1895年から1917年まで、『American Journal of Sociology』の共同編集者のひとりであった。
1907年には、トマスにとって最初の主要著作である『性と社会 (Sex and Society)』が出版された。「人類学者たちは ... 女性を子どもと成人男性の中間的存在とみなしている (Anthropologists ... regard women as intermediate between the child and the man)」といった記述など、その内容には、今日の観点からすれば多数者から性差別とみなされそうな生物学的バイアスが強くかかっているが、当時としては、進歩的な本であった。『性と社会』の中でトマスは、女性たちの男性に優る「狡猾さ (cunning)」や「辛抱強さ (endurance)」を踏まえれば、女性の知性は、実際には男性より優っているのではないか、とも推測している。
1927年、トマスはアメリカ社会学会の会長に選ばれた。トマスは、フランクリン・ヘンリー・ギディングス、エドワード・アルズワース・ロス、チャールズ・クーリー、エルスワース・ファリスとともに、社会学界における初期の心理学派のひとりとして言及されることがよくある。トマスは、その方面では著作を残さなかったが、講義資料には多用していた。
トマスは、自身の関心領域について「様々な文化状況や歴史上の時代における、文化史の社会心理学的諸側面、あるいは、人種、国民性、階級、利害集団などとの関係から検討する社会心理学。次いで、通常の、あるいは犯罪的、精神病質的な個人の人格形成と、自伝、事例研究、継続的かつ組織的なインタビュー調査などから得られる彼らのライフ・ヒストリーから見える文化状況や特定の経験の積み重なりの関係。（私は既に術語として意味が固められている「精神分析」という表現は用いない。）」の記している。さらに、社会学者で誰から影響を受けたかという質問に対して、トマスは、「社会学を教わった教師たちから大きな影響を受けたという感じはしていない。私の関心は、既に述べたように、周縁的な領域にあり、スモール教授の歴史的、方法論的アプローチや、ヘンダーソン教授の治療的、矯正的関心のような、当時の社会学が組織化し、教えていた内容からは外れていた。」と答えている。

## ヨーロッパとアメリカにおけるポーランド農民
1913年、ポーランドに出向いたトマスは、当時『Wychodźca polski』誌（「ポーランド移民」の意）を編集し、国外に出た移民たちの利益代表をする組織の役員をワルシャワでしていた、ポーランドの社会学者フロリアン・ズナニエツキと知り合った。ズナニエツキは、組織の研究をしていたトマスを支援し、貴重な資料を提供した。翌年、第一次世界大戦が勃発すると、ズナニエツキは周辺3カ国に分割されたポーランドが、その国々の戦争の戦場となる中、ポーランドを離れた。ズナニエツキは、シカゴへ渡ることを決意する。そしてトマスと再開するが、この時、トマスが正式にズナニエツキを呼び寄せたのかどうかは、判然としていない。いずれにせよトマスは、直ちにズナニエツキを研究助手として雇い入れた。やがてズナニエツキは、記念碑的な業績となった『ヨーロッパとアメリカにおけるポーランド農民 (The Polish Peasant in Europe and America)』（1918年–1919年）においてトマスの共著者となり、ルイス・A・コーザーは同書を「アメリカ社会学研究における最初の重要なランドマーク」と呼んだ。同署においてトマスとズナニエツキは、一般的に文化を理解するために伝記記述的アプローチを用いた。さらにトマスとズナニエツキの業績は、特に民族性を理解するためのアプローチも編み出し、多くの点で同時代より抜き出ており、現代においても移民についてのトランスナショナリズム研究の文脈で再発見されている。

## 評価の失墜
『ヨーロッパとアメリカにおけるポーランド農民』によって高く評価されたトマスだったが、学術的にも、非学術的にも、彼への評価はゆるぎやすいものであった。様々な理由から、彼は保守的なシカゴの支配階層からの批判的な声にさらされた。 また、トマスの研究主題の一部、例えば人間の性行動は、論議を呼ぶものと思われた。それでも、トマスは彼の研究主題や関連する話題について、あからさまに話し続けた。このため彼は、大学から求められて記者団に釈明と謝罪の声明を発表しなければならない事態も、少なくとも1回、引き起こした。加えて、彼はボヘミアン的生活を送っていた。彼の生活様式は普通のものではなく、当時における尊敬される教授のイメージとは全く正反対であり、同僚たちの間でも議論を呼ぶ存在になっていた。
1918年、当時フランスに派遣されていたアメリカ陸軍の士官の妻であったグレインジャー夫人 (Mrs. Granger) という女性と同行していたトマスは、「非道徳的目的のために州境を超えて女性を移動させること」を禁じたマン法違反の容疑で連邦捜査局 (FBI) によって逮捕された。この件については、当時反戦平和運動の活動家だったトマスの妻の信用を傷つけることを狙って、トマスが逮捕された可能性が示唆されている。トマスは、法廷で無罪放免となったものの、ネガティブなパブリシティによって彼のキャリアは取り返しがつかないほど傷ついた。保守的だったハリー・プラット・ジャドソン学長の下、大学は裁判を待たずにトマスを解雇し、同僚たちからも抗議の声はほとんど上がらなかった。既に『ヨーロッパとアメリカにおけるポーランド農民』の最初の2巻を刊行していたシカゴ大学出版局は、出版契約を放棄し、これに続く3つの巻はボストンの Richard G. Badger によって出版された。ニューヨーク・カーネギー財団は、「アメリカナイゼーション (Americanization)」シリーズの1巻の執筆をトマスに依頼していたが、それをトマスの名で発表することを断ってきた。結局、1921年に『Old World Traits Transplanted』が、ロバート・E・パークとハーバート・A・ミラー (Herbert A. Miller) の共著として発表されたが、彼らはこの本のごく一部に寄稿していただけであった。ようやく1951年に至り、米国社会科学研究会議の委員会によって、この本の著者表示はトマスに戻され、本来の著者の名を記した再刊が行われた。

## 後年
スキャンダルの後、トマスはニューヨークへ移り住んだ。以降は、テニュア職には就かなかった。1923年から1928年にかけて、彼はニュースクール大学の前身であるニュー・スクール・フォー・ソーシャル・リサーチという当時の進歩的な、しかし周縁的な影響力しかもっていなかった学術組織で、授業を担当した。1919年にこの学校を共同創設したひとりであったソースティン・ヴェブレンも、トマスと似た経緯で学界の表舞台から転落した経験をしており、この学校はトマスの苦境に同情的であった。トマスは、様々な慈善家や組織の支援を得て、研究を続けた。
社会学研究へのトマスの最大の貢献のひとつは、高く評価された『The Unadjusted Girl』（1923年）として提示された。トマスが、有名な概念である「状況の定義 (Definition of the situation)」を導入し、展開したのはこの著作においてであった。トマスのいう「状況の定義」は、何らかの意思決定に先んじて、人々が、「行動する前に、一般的にその帰結について検討、計画する」ことを意味している。ジョージ・ハーバート・ミードの諸理念とともに、トマスの「状況の定義」の概念は、後に起こった構造機能主義に対するシンボリック相互作用論の反乱において重要な役割を果たすこととなった。
1927年、若手世代の研究者たちの支持を集めたトマスは、体制側からの反対にもかかわらずアメリカ社会学会の名誉会長に選出された。
トマスが1928年に、研究助手だったドロシー・スウェイン・トマスとの共著で出した『The Child in America』には、社会学の基本的法則のひとつとなった一文が書かれていた。それは、後に「トマスの公理」として知られるようになった、「もし、人がある状況をリアル（現実）であると捉えたなら、それは結果においてリアルである。」という一文であった。 (Thomas & Thomas, 1928, p. 572)
1935年、ハリエット・パークと離婚したトマスは、36歳年下のドロシー・スウェイン・トマスと再婚した。
1936年、ハーバード大学社会学部の学部長ピティリム・ソローキンはトマスを客員教授として招聘した。トマスはこの招聘に応じ、1937年までハーバードに留まった。

## 死去
ハーバード大学を離れて以降、トマスは徐々に引退状態に入っていった。トマスは、ニューヨークやニューヘイブンで残された時間を過ごした。トマスは、1947年12月5日に、カリフォルニア州バークレーで死去した。

## 引用
- 「解釈が正しいかどうかは重要ではない - もし、人がある状況をリアル（現実）であると捉えたなら、それは結果においてリアルである。」（トマスの公理）
- 「もし人々が誰かを偉大な存在として見るなら、その人物は偉大なのである。」（「トマスの公理」の別の表現）

## おもな著書
- 1903 (as editor): Minnesota stories: A collection of twenty stories of college life. Collected and arranged by Charles Flint, McClumpha and W.I. Thomas. Minneapolis, Minn.: Wilson.
- 1903: The relation of the medicine-man to the origin of the professional occupations. Chicago, Ill.: University of Chicago Press.
- 1907: Sex and society: Studies in the social psychology of sex. Chicago, Ill., London: University of Chicago Press / Unwin.
- 1909: (as editor): Source book for social origins. Ethnological materials, psychological standpoint, classified and annotated bibliographies for the interpretation of savage society. Chicago, Ill., London: University of Chicago Press / Unwin 1909.
- 1917: (with Herbert S. Jennings, John B. Watson, and Adolf Meyer): Suggestions of modern science concerning education. New York, N.Y.: Macmillan (includes Thomas's essay "The persistence of primary-group norms in present-day society: Their influence in our educational system").
- 1918-1920 (with Florian W. Znaniecki): The Polish peasant in Europe and America. Monograph of an immigrant group. complete 5 vol online free
  - 1918: Volume 1: Primary-group organization. Chicago, Ill.: University of Chicago Press.
  - 1918: Volume 2: Primary-group organization. Chicago, Ill.: University of Chicago Press.
  - 1919: Volume 3: Life record of an immigrant. Boston, Mass.: Badger.
  - 1920: Volume 4: Disorganization and reorganization in Poland. Boston, Mass.: Badger.
  - 1920: Volume 5: Organization and disorganization in America. Boston, Mass.: Badger.
- 1921 (with Robert E. Park and Herbert A. Miller as main authors): Old world traits transplanted. New York, London: Harper. In the aftermath of the "1918 Scandal", the book could not be published under Thomas's name, so his collaborators Park and Miller featured on the cover until a posthumous 1951 re-issue.
- 1923: The unadjusted girl. With cases and standpoint for behavior analysis. Boston, Mass.: Little, Brown 1923
- 1928: (with Dorothy Swaine Thomas): The child in America: Behavior problems and programs. New York: Knopf.
- 1937: Primitive behavior: An introduction to the social sciences. New York, London: McGraw-Hill
- 1951 (edited by Edmund H. Volkart): Social behavior and personality. Contributions of W.I. Thomas to theory and social research. New York: Social Science Research Council 1951.
- 1966:  (edited by Morris Janowitz): W.I. Thomas on social organization and social personality. Selected papers. Edited and with an introduction by Morris Janowitz. Chicago, Ill., London: University of Chicago Press 1966

## 関連文献
- Lewis A. Coser: Masters of Sociological Thought: Ideas in Historical and Social Context. New York: Harcourt, Brace and Jovanovich.